# Stanisław Gasztołd
Stanisław Gasztołd (ur. ok. 1507, zm. 18 grudnia 1542) – magnat litewski, wojewoda trocki i nowogródzki, pierwszy mąż Barbary Radziwiłłówny.
Był synem wojewody wileńskiego Olbrachta i Zofii z książąt Wierejskich. 8 grudnia 1522 sejm litewski mianował go wojewodą nowogródzkim, który to urząd ostatecznie objął dopiero w 1530. Członek rady wielkoksiążęcej, która rządziła Wielkim Księstwem Litewskim.
18 maja 1537 w Gieranionach pojął za żonę Barbarę Radziwiłłównę. Stanisław Gasztołd umarł bezpotomnie (grudzień 1542). 
Po jego bezpotomnej śmierci Zygmunt I Stary zastosował wobec pozostałej po Gasztołdzie wdowy - Barbary Radziwiłłówny - przepis z litewskiego prawa o całkowitej stracie mienia wygasłej rodziny na rzecz skarbu hospodarskiego.